# Fjällig skriktrast
Fjällig skriktrast (Turdoides squamulata) är en fågel i familjen fnittertrastar inom ordningen tättingar.

## Utseende
Fjällig skriktrast är en rätt liten (22–23 cm) skriktrast med ett närapå reptilartat utseende. Huvudet är svartaktigt med grå fjäderspetsar som ger ett fjälligt uttryck. Bröstet är vitaktigt med vita fjäll. Ögat är orangefärgat och näbben svart. 

## Utbredning och systematik
Fjällig skriktrast delas in i fem underarter:
- Turdoides squamulata carolinae – förekommer vid floden Shebele i södra Somalia och sydöstra Etiopien
- Turdoides squamulata jubaensis – förekommer vid floden Juba i södra Somalia och sydöstra Etiopien
- Turdoides squamulata squamulata – förekommer vid Kenyas kust, Tanafloden och sydligaste Somalia

Två populationer som inte förts till underart och som verkar intermediära mellan carolinae och jubaensis förekommer också, den ena vid sjön Bors strömfåra och floden Dawa (på gränsen mellan Etiopien och Kenya), den andra vid floden Webi Gestro i Etiopien.

## Levnadssätt
Fjällig skriktrast hittas i täta kustnära snår, undervegetation i skog och i buskmarker utmed floder, i Kenya upp till 500 meters höjd. Som andra skriktrastar rör den sig i ljudliga familjegrupper, denna art om upp till fem fåglar, dock alltid gömda i tät vegetation. Födan är okänd, men tros bestå av ryggradslösa djur, bär och frön. 

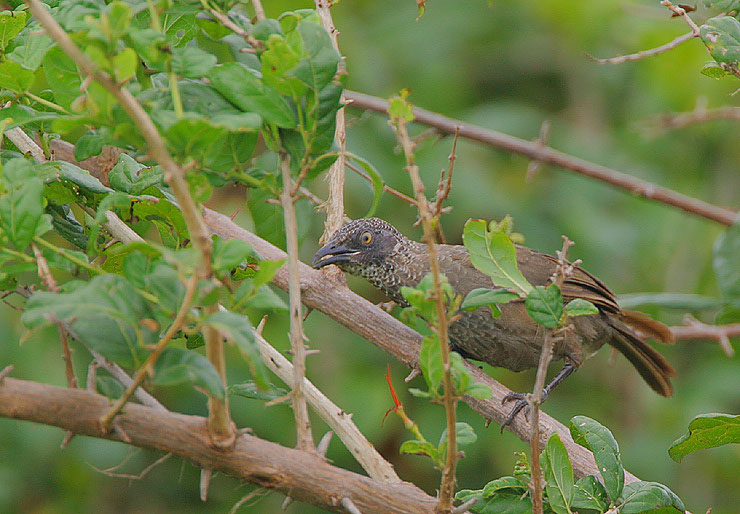

### Häckning
Arten häckar i april i Kenya, medan bobygge noterats i oktober i Somalia och i juli i Etiopien. Äggen är ljusblå. 

## Status och hot
Arten har ett stort utbredningsområde och en stor population, men tros minska i antal till följd av habitatförstörelse och fragmentering, dock inte tillräckligt kraftigt för att den ska betraktas som hotad. Internationella naturvårdsunionen IUCN kategoriserar därför arten som livskraftig (LC). Världspopulationen har inte uppskattats men den beskrivs som ganska vanlig.

## Namn
På svenska har fågeln även kallats somaliskriktrast.